# Seringueiro
Seringueiro o siringueiro è un termine portoghese che indica gli operai che estraggono il lattice per la fabbricazione della gomma naturale dall'albero Hevea brasiliensis (che in portoghese si chiama seringueira), comune nella foresta Amazzonica.
Era un seringueiro il sindacalista, politico e ambientalista brasiliano Chico Mendes.